# Atak na autobus pod Wołnowachą
Atak na autobus pod Wołnowachą – ostrzał autobusu 13 stycznia 2015 roku nieopodal miasta Wołnowacha w obwodzie donieckim Ukrainy. W wyniku ostrzału za pomocą systemu BM-21 Grad śmierć poniosło 12 osób, a 18 zostało rannych. Atak doprowadził do największej liczby ofiar śmiertelnych od czasu podpisania protokołu mińskiego we wrześniu 2014 roku, który miał na celu powstrzymanie wojny w Donbasie. Incydent został nazwany „aktem terroru” zarówno przez władze ukraińskie, jak i przedstawicieli Donieckiej Republiki Ludowej.
Początkowo separatyści przyznali się do udanego zniszczenia ukraińskiej blokady drogowej i rządowego punktu kontrolnego. Po doniesieniach o śmierci cywilów zaczęli kwestionować, że mają „techniczne możliwości” wycelowania w ten obszar rakietami. Specjalna Misja Obserwacyjna OBWE dokonująca inspekcji miejsca zdarzenia oceniła na podstawie badań pięciu kraterów, że zostały one spowodowane przez „rakiety wystrzelone z kierunku północno-północno-wschodniego”, co wskazuje na dokonanie ataku przez siły DRL.

## Atak
13 stycznia autobus wiozący ludność cywilną jadąc ze wsi Złatoustiwka na północ do Doniecka mijał miasteczko Wołnowacha poruszając się po trasie Donieck – Mariupol (droga krajowa N20). Około 14:15 zbliżając się do strefy kontrolowanej przez bojowników Donieckiej Republiki Ludowej, autobus zatrzymał się na punkcie kontroli paszportowej. Wkrótce potem punkt kontrolny został ostrzelany, a liczne rakiety wylądowały obok linii pojazdów, w tym autobusu. Odłamek pocisku przedarł się i całkowicie unieruchomił autobus, zabijając i raniąc kilku pasażerów. Dziesięć osób zginęło na miejscu, a dwie kolejne zmarły wkrótce po przewiezieniu do szpitala w Wołnowasze.
Human Rights Watch odwiedziła miejsce ataku 21 stycznia i zbadała dziewięć kraterów w pobliżu punktu kontrolnego. Kratery i pozostałości po ostrzale wskazywały, że obszar ten został trafiony rakietami Grad. Według HRW ataku dokonały siły Donieckiej Republiki Ludowej. Jak określono w publikacji, zaatakowany punkt kontrolny był najbardziej wysuniętym na północ ukraińskim punktem kontrolnym przed linią frontu. Ponadto konta w mediach społecznościowych wspierające DRL chwilę po ostrzale autobusu poinformowały o przeprowadzeniu udanego ataku na punkt kontrolny. Później te twierdzenia zostały usunięte lub zmodyfikowane, w niektórych przypadkach obwiniając ukraińskie siły rządowe za atak.
Jedna z teorii mówiła, że w autobus uderzyły odłamki miny podłożonej w pobliżu punktu kontrolnego. Według niej uderzenie rakiety Grad zdetonowało minę, której fragmenty uderzyły w autobus. HRW na podstawie zdjęć i nagrań określiło jednak, że uszkodzenie autobusu, wydają się odpowiadać atakowi rakiety Grad z głowicą odłamkowo-burzącą. Organizacja określiła atak rakietami Grad na punkt kontrolny w obecności dużej liczby cywilów, za nieproporcjonalnym i gwałcący prawo wojenne, a jako najbardziej prawdopodobnego sprawcę uznała siły DRL.
Prezydent Ukrainy Petro Poroszenko ogłosił 15 stycznia dniem żałoby narodowej w związku z atakiem pod Wołnowachą.

## Śledztwo
Według służby prasowej prokuratury obwodu donieckiego, siły DRL dokonały celowego ataku na drogę na trasie Donieck–Mariupol, zdając sobie sprawę, że poruszają się nią wyłącznie cywile. Jak zaznaczono, w ataku użyto ponad 40 pocisków Grad.
W dniu ataku na miejscu pojawiła się grupa operacyjno-śledcza, w skład której weszli pracownicy MSW, SBU i prokuratury obwodu donieckiego. Tego samego dnia wszczęto postępowanie karne ust. 3 art. 258 (akt terrorystyczny) Kodeksu karnego Ukrainy.
10 września 2016 roku w pobliżu miejsca ostrzału ustanowiono znak upamiętniający ofiary ataku.
17 stycznia 2017 roku Ministerstwo Spraw Zagranicznych Ukrainy złożyło pozew do Międzynarodowego Trybunału Sprawiedliwości, oskarżając Federację Rosyjską o „akty terroryzmu, dyskryminacji i bezprawnej agresji” wobec Ukrainy. Atak pod Wołnowachą Ukraina przytoczyła jako przykład wspierania przez Rosję nielegalnych grup zbrojnych zaangażowanych w działalność terrorystyczną.